# Oña (kommunhuvudort)
Oña är en kommunhuvudort i Spanien.   Den ligger i provinsen Provincia de Burgos och regionen Kastilien och Leon, i den norra delen av landet, 260 km norr om huvudstaden Madrid. Oña ligger 589 meter över havet och antalet invånare är 1 452.
Terrängen runt Oña är huvudsakligen kuperad. Oña ligger nere i en dal. Runt Oña är det mycket glesbefolkat, med 5 invånare per kvadratkilometer. Oña är det största samhället i trakten. Trakten runt Oña består till största delen av jordbruksmark.